# Liste der durch das Außenministerium der Vereinigten Staaten als terroristisch bezeichneten Organisationen im Ausland
Die Liste der durch das Außenministerium der Vereinigten Staaten als terroristisch bezeichneten Organisationen im Ausland (U.S. State Department list of Foreign Terrorist Organizations) führt vom Außenministerium der Vereinigten Staaten als ausländische terroristische Organisationen bzw. Vereinigungen eingestufte Organisationen auf.
Die Einschätzung beruht auf § 219 des Immigration and Nationality Act (INA) und wurde im Jahr 2001 aufgrund der Executive Order 13224 erweitert. FTO-Bezeichnungen spielen eine entscheidende Rolle im US-amerikanischen Kampf gegen den Terrorismus und sind nach US-amerikanischer Auffassung ein wirksames Mittel zur Eindämmung der Unterstützung für terroristische Aktivitäten und um Druck auszuüben, aus dem Terrorismus-Geschäft herauszukommen.
Auf der Liste finden sich extremistisch-islamistische, kommunistische sowie nationalistisch/separatistische Gruppen.
Mit dem internationalen Terrorismus in Verbindung gebrachte Staaten werden auf einer separaten Liste geführt (State Sponsors of Terrorism).

## Liste
Die Liste besteht aus zwei Teilen: Der erste umfasst die als terroristisch eingestuften Vereinigungen und Organisationen, der zweite listet Organisationen auf, die mittlerweile nicht mehr als terroristisch eingestuft werden und daher aus dem ersten gestrichen wurden.

### Auf der Liste geführte terroristische Vereinigungen/Organisationen
| Datum         | Name                                                             | Abkürzung  | Regionale Zuordnung                |
| ------------- | ---------------------------------------------------------------- | ---------- | ---------------------------------- |
| 8. Okt. 1997  | Abu Sayyaf Group                                                 | ASG        | Philippinen                        |
| 8. Okt. 1997  | HAMAS                                                            |            | Palästina                          |
| 8. Okt. 1997  | Harkat-ul-Mujahideen                                             | HUM        | Saudi-Arabien                      |
| 8. Okt. 1997  | Hizballah                                                        |            | Libanon                            |
| 8. Okt. 1997  | Kurdistan Workers Party (Kongra-Gel)                             | PKK        | Türkei                             |
| 8. Okt. 1997  | Liberation Tigers of Tamil Eelam                                 | LTTE       | Sri Lanka                          |
| 8. Okt. 1997  | National Liberation Army                                         | ELN        | Kolumbien                          |
| 8. Okt. 1997  | Palestine Liberation Front                                       | PLF        | Palästina                          |
| 8. Okt. 1997  | Palestinian Islamic Jihad                                        | PIJ        | Palästina                          |
| 8. Okt. 1997  | Popular Front for the Liberation of Palestine                    | PFLF       | Palästina                          |
| 8. Okt. 1997  | PFLP-General Command                                             | PFLP-GC    | Palästina                          |
| 8. Okt. 1997  | Revolutionary People’s Liberation Party/Front                    | DHKP/C     | Türkei                             |
| 8. Okt. 1997  | Shining Path                                                     | SL         | Peru                               |
| 8. Okt. 1999  | al-Qa’ida                                                        | AQ         | Afghanistan Pakistan Saudi-Arabien |
| 25. Sep. 2000 | Islamic Movement of Uzbekistan                                   | IMU        | Usbekistan                         |
| 16. Mai 2001  | Real Irish Republican Army                                       | RIRA       | Nordirland                         |
| 26. Dez. 2001 | Jaish-e-Mohammed                                                 | JEM        | Pakistan                           |
| 26. Dez. 2001 | Lashkar-e Tayyiba                                                | LeT        | Kaschmir ( Pakistan Indien)        |
| 27. März 2002 | Al-Aqsa Martyrs Brigade                                          | AAMB       | Palästina                          |
| 27. März 2002 | Asbat al-Ansar                                                   | AAA        | Libanon                            |
| 27. März 2002 | al-Qa’ida in the Islamic Maghreb                                 | AQIM       | Algerien Mali Nigeria              |
| 9. Aug. 2002  | Communist Party of the Philippines/New People’s Army             | CPP/NPA    | Philippinen                        |
| 23. Okt. 2002 | Jemaah Islamiya                                                  | JI         | Indonesien                         |
| 30. Jan. 2001 | Lashkar i Jhangvi                                                | LJ         | Pakistan                           |
| 22. März 2004 | Ansar al-Islam                                                   | AAI        | Irak                               |
| 13. Juli 2004 | Continuity Irish Republican Army                                 | CIRA       | Nordirland                         |
| 17. Dez. 2004 | Islamic State of Iraq and the Levant (ehemals al-Qa’ida in Iraq) | (AQI)      | Irak                               |
| 17. Juni 2005 | Islamic Jihad Union                                              | IJU        | Usbekistan                         |
| 5. März 2008  | Harakat ul-Jihad-i-Islami/Bangladesh                             | HUJI-B     | Bangladesch                        |
| 18. März 2008 | al-Shabaab (ash-Shabaab)                                         |            | Somalia                            |
| 18. Mai 2009  | Revolutionary Struggle                                           | RS         | Griechenland                       |
| 2. Juli 2009  | Kata’ib Hizballah                                                | KH         | Irak                               |
| 19. Jan. 2010 | al-Qa'ida in the Arabian Peninsula                               | AQAP       | Saudi-Arabien                      |
| 6. Aug. 2010  | Harakat ul-Jihad-i-Islami                                        | HUJI       | Bangladesch                        |
| 1. Sep. 2010  | Tehrik-e Taliban Pakistan                                        | TTP        | Pakistan                           |
| 4. Nov. 2010  | Jundallah                                                        |            | Iran                               |
| 23. Mai 2011  | Army of Islam                                                    | AOI        | Palästina                          |
| 19. Sep. 2011 | Indian Mujahedeen                                                | IM         | Indien                             |
| 13. März 2012 | Jemaah Anshorut Tauhid                                           | JAT        | Indonesien                         |
| 30. Mai 2012  | Abdallah Azzam Brigades                                          | AAB        | Irak                               |
| 19. Sep. 2012 | Haqqani Network                                                  | HQN        | Afghanistan Pakistan               |
| 22. März 2013 | Ansar al-Dine                                                    | AAD        | Mali                               |
| 14. Nov. 2013 | Boko Haram                                                       |            | Nigeria                            |
| 14. Nov. 2013 | Ansaru                                                           |            | Nigeria                            |
| 19. Dez. 2013 | al-Mulathamun Battalion                                          |            | Algerien                           |
| 13. Jan. 2014 | Ansar al-Shari'a in Benghazi                                     |            | Libyen                             |
| 13. Jan. 2014 | Ansar al-Shari'a in Darnah                                       |            | Libyen                             |
| 13. Jan. 2014 | Ansar al-Shari'a in Tunisia                                      |            | Tunesien                           |
| 10. Apr. 2014 | Ansar Bait al-Maqdis                                             |            | Ägypten                            |
| 15. Mai 2014  | Al-Nusra-Front                                                   |            | Syrien                             |
| 30. Sep. 2015 | Jaysh Rijal al-Tariq al Naqshabandi                              | JRTN       | Irak                               |
| 14. Jan. 2016 | Islamischer Staat in Chorasan                                    | ISIL-K     | Afghanistan                        |
| 20. Mai 2016  | Islamischer Staat in Libyen                                      | ISIL-Libya | Libyen                             |
| 30. Juni 2016 | Al-Qaida auf dem indischen Subkontinent                          |            | Pakistan Bangladesch               |
| 17. Aug. 2017 | Hizbul Mujahideen                                                |            | Indien                             |
| 28. Feb. 2018 | Islamischer Staat in Bangladesch                                 |            | Bangladesch                        |
| 28. Feb. 2018 | Islamischer Staat auf den Philippinen                            |            | Philippinen                        |
| 28. Feb. 2018 | Islamischer Staat in Westafrika                                  |            | Nigeria, Kamerun                   |
| 23. Mai 2018  | Islamischer Staat in der Größeren Sahara                         |            | Niger, Mali, Burkina Faso          |
| 11. Juli 2018 | Al-Ashtar Brigades                                               |            | Bahrain                            |
| 6. Sep. 2018  | Dschamāʿat Nusrat al-Islām wa-l-Muslimīn                         |            | Mali, Algerien, Niger              |
| 8. Apr. 2019  | Iranische Revolutionsgarde                                       | IRGC       | Iran                               |
| 1. Okt. 2020  | Asa’ib Ahl al-Haqq                                               | AAH        | Irak                               |
| 14. Jan. 2021 | Harakat Sawa’d Misr                                              | HASM       | Ägypten                            |
| 11. März 2021 | Islamischer Staat in der Demokratischen Republik Kongo           | ISIS-DRC   | Demokratische Republik Kongo       |
| 11. März 2021 | Islamischer Staat in Mosambik                                    |            | Mosambik                           |
| 1. Dez. 2021  | Second Marquetalia                                               |            | Kolumbien                          |
| 1. Dez. 2021  | Revolutionary Armed Forces of Colombia – People’s Army           | FARC-EP    | Kolumbien                          |

### Nicht mehr auf der Liste geführte terroristische Vereinigungen/Organisationen
| Datum der Entfernung | Name                                                               | Abkürzung | Datum der Aufnahme |
| -------------------- | ------------------------------------------------------------------ | --------- | ------------------ |
| 8. Okt. 1999         | Democratic Front for the Liberation of Palestine -Hawatmeh Faction |           | 8. Okt. 1997       |
| 8. Okt. 1999         | Khmer Rouge                                                        |           | 8. Okt. 1997       |
| 8. Okt. 1999         | Manuel Rodriguez Patriotic Front Dissidents                        |           | 8. Okt. 1997       |
| 8. Okt. 2001         | Japanese Red Army                                                  |           | 8. Okt. 1997       |
| 8. Okt. 2001         | Tupac Amaru Revolution Movement                                    |           | 8. Okt. 1997       |
| 18. Mai 2009         | Revolutionary Nuclei                                               |           | 8. Okt. 1997       |
| 15. Okt. 2010        | Armed Islamic Group                                                | GIA       | 8. Okt. 1997       |
| 28. Sep. 2012        | Modschahedin–e Chalgh                                              | MEK       | 8. Okt. 1997       |
| 23. Mai 2013         | Moroccan Islamic Combatant Group                                   | GICM      | 11. Okt. 2005      |
| 15. Juli 2014        | United Self Defense Forces of Colombia                             | AUC       | 10. Sep. 2001      |
| 3. Sep. 2015         | Revolutionary Organization 17 November                             | 17N       | 8. Okt. 1997       |
| 9. Dez. 2015         | Libyan Islamic Fighting Group                                      | LIFG      | 17. Dez. 2004      |
| 1. Juni 2017         | Abu Nidal Organization                                             | ANO       | 8. Okt. 1997       |
| 16. Feb. 2021        | Ansarallah                                                         |           | 19. Jan. 2021      |
| 1. Dez. 2021         | Revolutionary Armed Forces of Colombia                             | FARC      | 8. Okt. 1997       |
| 20. Mai 2022         | Aum Shinrikyo                                                      | AUM       | 8. Okt. 1997       |
| 20. Mai 2022         | Basque Fatherland and Liberty                                      | ETA       | 8. Okt. 1997       |
| 20. Mai 2022         | Gama’a al-Islamiyya (Islamic Group)                                | IG        | 8. Okt. 1997       |
| 20. Mai 2022         | Kahane Chai                                                        | Kach      | 8. Okt. 1997       |
| 20. Mai 2022         | Mujahidin Shura Council in the Environs of Jerusalem               | MSC       | 20. Aug. 2014      |